# Eisenbahnunfall von Zeutern
Beim Eisenbahnunfall von Zeutern kollidierte am 11. März 2025 auf einem Bahnübergang in Zeutern, einem Ortsteil von Ubstadt-Weiher im Landkreis Karlsruhe, eine Zweisystem-Stadtbahn und ein mit Heizöl beladener Tanklastwagen. Drei Menschen starben.

## Ausgangslage
Die Industriestraße in Zeutern kreuzt an ihrem östlichen Ende mit einem unbeschrankten Bahnübergang die Bahnstrecke Bruchsal–Odenheim („Katzbachbahn“). Der Bahnübergang ist mit Lichtzeichen gesichert. Die Strecke gehört zum Netz der Albtal-Verkehrs-Gesellschaft (AVG). Hier verkehrt die S31 des Karlsruher Verkehrsverbunds als Eisenbahn nach Eisenbahn-Bau- und Betriebsordnung (EBO).
Ein Stadtbahnwagen der ersten Generation des Karlsruher Modells mit der Nummer 821 war als planmäßige Fahrt auf der Strecke Richtung Odenheim unterwegs.

## Unfallhergang
Als sich die Stadtbahn dem Bahnübergang näherte, befand sich darauf ein Tanklastwagen, der Heizöl geladen hatte. Die Stadtbahn fuhr in die Flanke des Lastwagens und schob ihn 40 m vor sich her, bevor sie zum Stehen kam. Beide Fahrzeuge wurden schwer beschädigt. Das auslaufende Heizöl entzündete sich und beide Fahrzeuge brannten aus.

## Folgen
Die Triebfahrzeugführerin und zwei Fahrgäste starben, der Fahrer des Tanklastwagens und ein Fahrgast wurden schwer verletzt, neun weitere Fahrgäste leicht. Der Sachschaden wurde vorläufig auf mehrere Millionen Euro geschätzt. Mehr als 60 Feuerwehrleute waren im Einsatz. Aufgrund der Rauchentwicklung wurde die App Katwarn aktiv, nach etwa eineinhalb Stunden die Warnung aber aufgehoben. Auslaufendes Heizöl gelangte auch ins Grundwasser.
Die Bahnstrecke blieb zwischen Zeutern und Odenheim zwölf Tage lang gesperrt, der Bahnübergang wird baubedingt für einige Monate geschlossen bleiben, bis der Gleisabschnitt mit einer Gleisstopfmaschine bearbeitet ist.
Die Staatsanwaltschaft Karlsruhe ermittelt gegen den Lkw-Fahrer wegen fahrlässiger Tötung. Um den Triebwagen zu bergen, wurde das Wrack in drei Teile zerlegt. Der Fahrdatenschreiber der Stadtbahn konnte geborgen werden. Weitere Erkenntnisse sollen aus den Aufnahmen der Videoüberwachung des Fahrzeugs gewonnen werden, die durch den Brand allerdings stark beschädigt wurde.